# Винибигошиш (језеро)
Винибигошиш (енгл. Lake Winnibigoshish) је језеро у Сједињеним Америчким Државама. Налази се на територији америчке савезне државе Минесота. Површина језера износи 236 km².